# 支流運河
支流運河（俄语：Обводный канал）是俄羅斯聖彼得堡最長的一條運河，在19世紀時，支流運河曾是聖彼得堡的南界。支流運河全長8（5英里），修建於1769至1780年，以及1805年至1833年。19世紀後期工業革命之後，支流運河成為兩岸工廠的排水渠，水深變淺不再通航。運河的河岸由花崗岩建造。

## 外部連結
- Obvodny Canal （页面存档备份，存于） @ Encyclopaedia of Saint Petersburg